# Piste aérienne d'Am Dam
La piste aérienne d'Am Dam est un aérodrome d'usage public situé près d'Am Dam dans la région de Sila au  Tchad.